# Грушевець Григорій Денисович
Григорій Грушевець (псевдо: «Хома»; «Галайда» 1927, с. Озеряни, Турійський район, Волинська область — 30 жовтня 1953, хутір Вигін, біля с. Сільце, Ковельський район, Волинська область) — український військовик, районовий провідник Турійського проводу ОУН, надрайоновий провідник Ковельського проводу ОУНР, Лицар Срібного Хреста Заслуги УПА.

## Життєпис
Народився в 1927 році в селі Озеряни (тепер Турійський район, Волинська область).

### Турійський районний провідник
Очолював Турійський районний провід ОУН, до складу якого входили Ткачук Олексій на псевдо Олекса, Ткачук Степан на псевдо Чорний та Свобода Анатолій на псевдо Степан.
Навесні та влітку 1953 провід здійснив кілька терористичних акцій. В жовтні 1953 намагався встановити зв'язок з провідником Уліяном.

### Бій на хуторі Вигін
Перевербована зв'язкова ОУН повідомила владі про те, що провідник знаходиться в схроні на території хутора Вигін на північ від села Сільце Ковельського району. Начальник 4-го відділу УМВД підполковник Рожков, співробітник центрального апарату МВД УССР капітан Корзун, ст. лейтенант Богатирьов та начальник Голобського райвідділу капітан Горячев. 
30 жовтня 1953 року на хутір виїхали дві групи: відділ для блокування у складі 15 чоловік з двома ручними кулеметами під командуванням сержанта Дьоміна і група пошуку у складі 4 чоловік з розшуковою собакою під командуванням ст. сержанта Лабушева. На місце також прибули начальник 4-го відділу УМВС підполковник Рожков, співробітник центрального апарату МВС УРСР капітан Корзун, ст. лейтенант Богатирьов та начальник Голобського райвідділу капітан Горячев. 
Під час операції загинули Григорій Грушевець і його заступник Олексій Ткачук, а також начальник 4-го відділу УМВС підполковник Рожков, сержант Лябушев, рядові бійці МВС Севєрюхін, Мікляєв. Особлива інспекція УМВС на чолі з полковником Рибаєвим визнала операцію провальною. Подія мала широкий резонанс.

## Нагороди
Лицар Срібного Хреста Заслуги УПА (15.06.1952). 1 грудня 2017 року у Луцьку нагороду вручили його родичам.